# Trickster

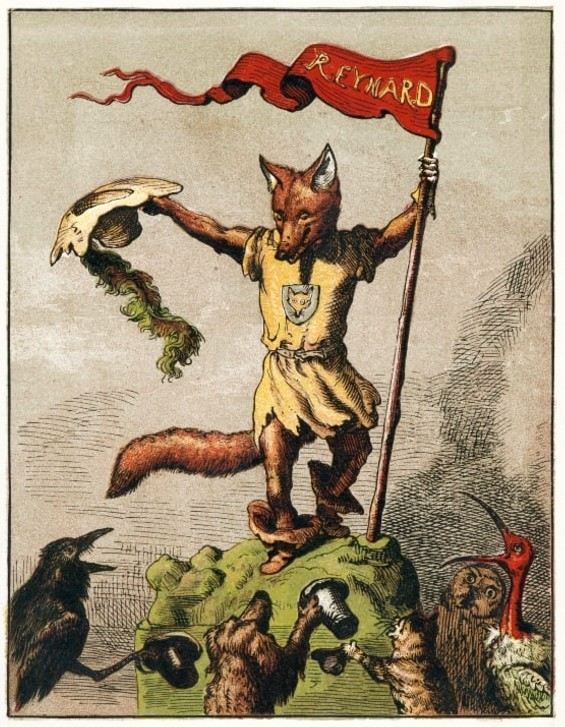
The trickster (O malandro), figura de Renart, a Raposa, conforme ilustrado em 1869 um livro para crianças de Michel Rodange.

Um trickster (embusteiro, trapaceiro, pregador de peças; do inglês trick, derivado do francês antigo triche = trapaça, engano) é, na mitologia, e no estudo do folclore e religião, um deus, deusa, espírito, homem, mulher, ou animal antropomórfico que prega peças ou fora isso desobedece regras normais e normas de comportamento.
A figura do trapaceiro pode ser encontrado em diversas culturas, como o "malandro" brasileiro e o "guappo" italiano. 

## Mitologia
O trickster quebra as regras dos deuses ou da natureza, às vezes mal-intencionado (por exemplo, Loki), mas, normalmente, ainda que involuntariamente, em última análise, com efeitos positivos. Frequentemente, a quebra das regras toma a forma de um "truque" (daí o termo, "trickster"). O trickster pode ser astuto ou tolo, ou ambos. Frequentemente são engraçados e cômicos, mesmo quando considerados sagrados. Um exemplo é o Heyoka sagrado, cujo papel e lançar truques e jogos e, por isso, aumenta a consciência e atua como um equilibrador.
Em muitas culturas, (como podemos observar na grega, na norueguesa ou em contos eslavos) o trickster e o herói civilizador são frequentemente combinados. Como exemplo: Prometeu é um herói cultural pois roubou o fogo dos deuses e entregou ao homem, dando origem à civilização. No entanto, não é um herói trickster ou trapaceiro típico. Em muitas das mitologias dos povos nativos norte-americanos, as Primeiras Nações, o Coiote (Sudoeste dos Estados Unidos) ou Corvo (litoral noroeste do pacífico, Columbia Britânica, Alasca e extremo oriente russo) roubou o fogo dos deuses (estrelas, lua, e / ou sol) e são mais Malandros (tricksters) do que heroicos. Isto é principalmente devido a outras histórias que envolvem esses espíritos: Prometeu era um Titã, enquanto o Coiote e Corvo são geralmente vistos como palhaços e brincalhões. Exemplos de malandros (tricksters) nas mitologias do mundo são dadas por Hansen (2001), que lista: Mercúrio na mitologia romana, Hermes na mitologia grega, Exu na Cosmovisão iorubá e Wakdjunga na mitologia Winnebago. Mircea Eliade mostra que o Malandro, por sua característica de burlar os limites, é frequentemente andrógino (masculino e feminino ao mesmo tempo - o que não se equivale a homossexualidade), como o Shiva indiano.
Frequentemente a figura do trickster pode mudar de gênero e de forma, alterando seu papel sexual. Nas mitologias dos Povos Nativos Americanos, ou Primeiras Nações, chega mesmo a engravidar, onde se diz ter uma dupla natureza espiritual. Para Jung, tal simbolismo se refere à harmonização psíquica de Animus e Anima (imagens internas da Psiquê para masculino e feminino), dinâmica importante no processo de individuação. Loki, o trickster nórdico, também troca de sexo. Curiosamente, ele compartilha a capacidade de alterar os sexos com Odin, o deus nórdico que preside ao panteão, que também possui muitas características tricksters (malandro). No caso da gravidez de Loki, ele foi obrigado pelos deuses a parir um gigante, ele resolveu o problema ao se transformar em uma égua e atrair o cavalo mágico do gigante para longe. Voltou algum tempo depois com uma criança que tinha dado à luz, o cavalo de oito patas Sleipnir, que serviu como montaria a Odin.
Em algumas culturas, podemos encontrar os mitos da dualidade, como dois demiurgos que criam o mundo, ou dois heróis civilizadores - de modo complementar. Cosmologias dualistas estão presentes em todos os continentes habitados e mostram uma grande diversidade: podem apresentar dois heróis culturais, mas também demiurgos (exemplificando um mito da criação dualista, neste último caso), ou outros seres, os dois heróis podem competir ou colaborar, podendo ser concebidos como neutros ou contrapostos como "bem contra o mal", seja da mesma importância ou distinguidos "como poderoso versus fraco"; podem ser irmãos (mesmo gêmeos) ou não. Entre os Romanos, o exemplo é o mito de Cástor e Pólux. Entre os Nagô-Iorubá, Exu é uma figura tipicamente trickster. Sua mitologia está na raiz da figura do malandro carioca, com sua navalha lenço de seda e seu terno branco. Exu é frequentemente considerado andrógino. A dualidade também se apresenta como uma espécie e "ambiguidade" que lhe é característica. Em uma narrativa, no qual é figurado como uma criança travessa, Exu veste um chapéu metade azul e metade vermelho. Ao passar entre dois agricultores, um pergunta ao outro "você viu aquele menino de chapéu vermelho", ao que o outro responde "não, eu vi um menino de chapéu azul" - e ambos começam a brigar enquanto Exu se diverte. Em outra narrativa, colhida pela tradição oral de Mestre Didi, Exu é um homem que veste um traje dividido em vermelho e preto e passa por dois amigos que nunca brigaram e pela divergência no que tinham visto acabam brigando. Exu é o orixá mensageiro, ligando homens e deuses. É o transportador do axé (energia) e mobilizador de tudo que existe. Enquanto movimento, é a própria vida e a dinâmica do mundo, sobretudo relacionado ao imprevisto e ao acidente (daí a ginga, o improviso e o drible, característicos das expressões afro-brasileiras).
Na cultura de massa de origem norte-americana, são expressões do trickster: o Pernalonga, o Pica Pau e O Máscara.